# Our Little Visionary
Our Little Visionary es el álbum debut de la banda de rock alternativo Dogstar, que fue lanzado en 1996 por Zoo Entertainment. Primeramente fue distribuido en Japón. Fue grabado y mezclado en A&M Studios, Hollywood, California y masterizado en Precision Mastering.

## Lista de canciones
1. "Forgive" - 1:59
2. "Our Little Visionary" - 3:03
3. "No Matter What" - 2:59
4. "Breathe Tonight" - 3:00
5. "Nobody Home" - 3:37
6. "History Light" - 6:03
7. "Honesty Anyway" - 3:20
8. "And I Pray" - 3:46
9. "Enchanted" - 3:14
10. "Bleeding Soul" - 3:47
11. "Goodbye" - 4:19
12. "Denial" - 1:51

## Créditos
Dogstar
- Bret Domrose – voz principal, guitarra
- Keanu Reeves – bajo, coros
- Robert Mailhouse – batería, percusión, coros

Producción
- Ed Stasium – productor, mezclador, coros en pista número 3
- Tacia Domrose – coros en pista número 3
- Stephen Marcussen – masterización
- Paul Hamingson – ingeniero
- John Aguto – ingeniero

Fotografía
- Sherry Etheredge (carátula álbum)
- Marina Chavez (Dogstar)